# Camponotus radiatus
Camponotus radiatus é uma espécie de inseto do gênero Camponotus, pertencente à família Formicidae.